# Rhabdomastix neolurida
Rhabdomastix neolurida är en tvåvingeart. Rhabdomastix neolurida ingår i släktet Rhabdomastix och familjen småharkrankar.

## Underarter
Arten delas in i följande underarter:
- R. n. flaviventris
- R. n. neolurida